# Panopeus (geslacht)
Panopeus is een geslacht van krabben uit de familie van de Panopeidae.
De wetenschappelijke naam werd in 1834 gepubliceerd door Henri Milne-Edwards. Milne-Edwards plaatste twee soorten, Panopeus herbstii en Panopeus limosus (Say, 1818), in dit geslacht. Cancer limosa Say wordt nu als Eurytium limosum in het geslacht Eurytium geplaatst. Panopeus herbstii was een nieuwe soort. In de synonymie ervan noemde Milne-Edwards Cancer panope Herbst, 1801, een Oost-Indische soort, in de zin zoals gebruikt door Thomas Say voor een soort van de Oostkust van Noord-Amerika. Cancer panope van Herbst wordt nu in het geslacht Sphaerozius geplaatst, en is daar een synoniem van Sphaerozius scaber (Fabricius, 1798). Cancer panope van Say blijkt te bestaan uit twee soorten: deels degeen die nu Panopeus herbstii wordt genoemd, en deels de soort die nu Dyspanopeus texanus heet. De afbeelding die Say erbij gaf laat duidelijk Panopeus herbstii zien. In 1979 diende Lipke Holthuis een verzoek in bij de International Commission on Zoological Nomenclature om de afbeelding van Say vast te leggen als het type van de soort Panopeus herbstii, en om de zo getypificeerde soort vast te leggen als het type van het geslacht, om het ingeburgerde gebruik van die beide namen te formaliseren. In 1984 besloot de commissie dit verzoek in te willigen.

## Verspreiding en leefgebied
Op enkele uitzonderingen na komen de soorten uit dit geslacht voor in Noord-, Centraal- en Zuid-Amerika. P. herbstii komt talrijk voor aan de oostkust van de Verenigde Staten waar hij zich voedt met kleine oesters, en schade toebrengt aan de oesterkweek. De meest zuidelijk voorkomende soort is Panopeus meridionalis, die aan de kust bij de delta van de Río de la Plata in Uruguay is ontdekt. Panopeus africanus werd aangetroffen aan de westkust van Afrika.

## Soorten
- Panopeus africanus A. Milne-Edwards, 1867
- Panopeus americanus Saussure, 1857
- Panopeus austrobesus Williams, 1983
- Panopeus boekei Rathbun, 1915
- Panopeus chilensis H. Milne-Edwards & Lucas, 1843
- Panopeus convexus A. Milne-Edwards, 1880
- Panopeus diversus Rathbun, 1933
- Panopeus harttii Smith, 1869
- Panopeus herbstii H. Milne-Edwards, 1834
- Panopeus lacustris Desbonne, 1867
- Panopeus meridionalis Williams, 1983
- Panopeus obesus Smith, 1869
- Panopeus occidentalis Saussure, 1857
- Panopeus purpureus Lockington, 1877
- Panopeus rugosus  A. Milne-Edwards, 1880
- Panopeus simpsoni Rathbun, 1930